# Schwarzkopftrogon
Der Schwarzkopftrogon (Trogon melanocephalus) Syn. Trogon melanocephala, ist eine Vogelart aus der Familie der Trogone (Trogonidae).
Der Vogel kommt in Belize, Costa Rica, El Salvador, Guatemala, Honduras, Mexiko und Nicaragua vor.
Der Lebensraum umfasst offene bewaldete Flächen im Tiefland, trockene Wälder, Galeriewald, Waldränder, Plantagen und Gärten, feuchte Tropenwälder und Vorberge bis 1000 m Höhe.
Anders als der Kupfertrogon (Trogon elegans) vermeidet die Art dichte, feuchte Wälder und verlässt seinen Lebensraum in Trockenperioden nicht.
Der Artzusatz kommt von altgriechisch μέλας, μέλανος melas, melanos, deutsch ‚schwarz‘ und altgriechisch -κέφαλος -kephalos, deutsch ‚köpfig‘.

## Merkmale

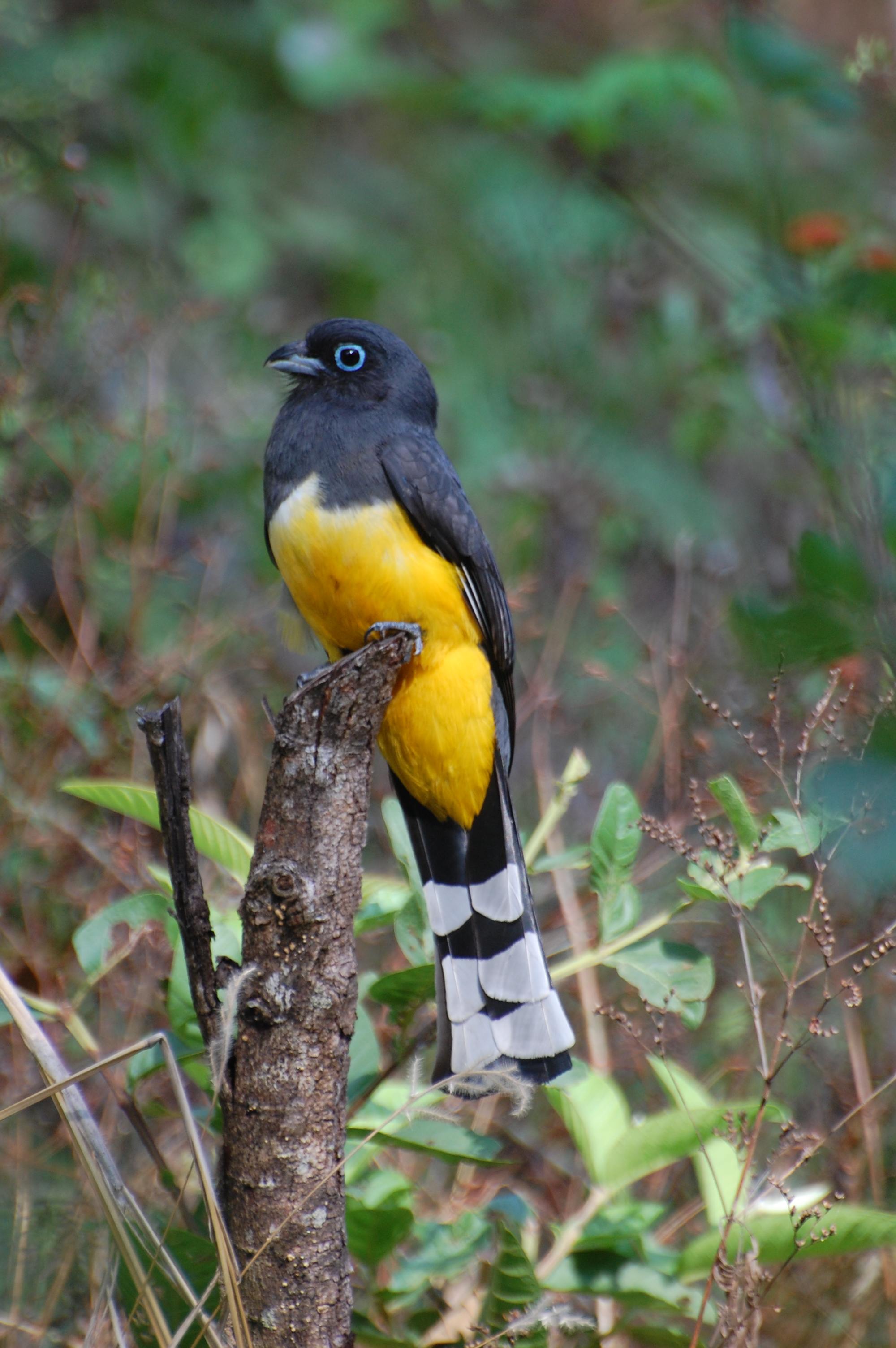
Muster der Schwanzunterseite beim Weibchen

Die Art ist 27–28 cm groß und wiegt 69 bis 91 g.
Charakteristika sind der blassblaue Augenring kombiniert mit einem blaugrauen Schnabel. Kopf, Nacken und Brust sind beim Männchen gleichmäßig schwarz oder schiefergrau, Scheitel und hinterer Nacken haben manchmal einen angedeuteten metallisch bläulichen Glanz. Rücken, Schultern, vordere Flügeldecken und oberer Bürzel sind hell metallisch bläulichgrün bis goldgrün, meist mehr bläulich in Nähe des Nackens, mitunter ist auch etwas Blauviolett dabei. Unterer Bürzel und Schwanzdecken sind kräftig metallisch blau oder blauviolett. Die vier mittleren Steuerfedern sind metallisch bronzegrün bis bläulichgrün abgesetzt mit schwarzen Spitzen, die Innenfahnen der Federn rechts und links der Mitte sind ganz schwarz, die 3 äußeren schwarz mit breiten weißen Spitzen. Die Flügel sind schiefergrau, die längeren Handschwingen haben an der Basis weiße Ränder. Die Flanken sind schwärzlich schiefer- oder rußfarben, orangegelb überhaucht. Die übrige Unterseite ist kräftig orangegelb und geht zur Brust zu in gelbliches Weiß über, das die schwärzliche Brust bandartig abgrenzt. Die Iris ist dunkel, der unbefiederte Augenring himmelblau bis blass weißlichblau. Der Schnabel ist beim Männchen grünlichweiß bis blassblau, beim Weibchen am Oberschnabel schwarz mit hellblauer Basis, am Unterschnabel hell bläulich bis hornfarben. Die Beine sind beim Männchen schiefergrau bis hornfarben, beim Weibchen hell bläulich hornfarben, jeweils mit der für Trogone typischen heterodaktylen Anordnung (die erste und zweite Zehe weisen nach hinten).
Beim Weibchen sind die metallischen Elemente der Oberseite durch schiefer- oder schwärzliche Färbungen ersetzt.
Männliche Jungvögel haben noch kaum metallischen Schimmer an den matt schwarzen Steuerfedern, an der Spitze schmalere äußere Steuerfedern mit einzelnen weißen Flecken oder Binden subterminal an der Außenfahne, ferner sind die Armschwingen weiß gefleckt und haben weiße Ränder. Weibliche Jungvögel haben noch keine schwarzen Spitzen an den mittleren Steuerfedern, ansonsten sehen sie wie die männlichen aus.
Weibchen unterscheiden sich vom weiblichen Veilchentrogon (Trogon violaceus) durch große weiße Spitzen an der Schwanzunterseite.

## Geografische Variation

Verbreitungsgebiet des Schwarzkopftrogones

Die Art wird von der International Ornithologists’ Union (IOC World Bird List Version 15.1) und vom Handbook of the Birds of the World als monotypisch angesehen.
Von anderen werden folgende Unterarten anerkannt:
- T. m. melanocephalus Gould, 1836, Nominatform – Golf-Karibik-Hang von Ostmexiko bis Nordosten Costa Ricas
- T. m. illaetabilis Bangs, 1909[11] – Westen Costa Ricas

## Stimme
Die Art ist ruffreudig und wird dadurch oft entdeckt. Sie singt gern im Duett oder in kleinen Gruppen im Chor. Typisch ist eine schneller werdende Folge von glucksenden Lauten, schneller und höher werdend, dann mit rasch abfallenden Lauten endend wie "kwoh-kwoh-kwoh" und "nyah-nyah-nyah-nyaaaah". Die Rufe ähneln denen des Grünmanteltrogon (Trogon viridis), aber nasaler und schneller.

## Lebensweise
Die Art ist überwiegend ein Standvogel und hält sich bevorzugt im unteren und mittleren Baumdrittel auf. Beim raschen Fliegen über kurze Strecken zeigt sie ein wellenförmiges Flugbild. Der Vogel fliegt geschickt, fängt Beute in der Luft, kann sich im Flug drehen, auch kurze Strecken gleiten. In Nestnähe ist er mitunter auf dem Boden zu sehen. Die Art gilt als monogam zumindest für die Brutsaison. Gerne bildet sie Gruppen von 3 bis 12 Individuen, die zusammen durch den Wald ziehen.
Die Nahrung besteht aus Früchten und Gliederfüßern, die Küken werden mit Insekten gefüttert. Gerne werden Pflanzensamen von Mahagonigewächsen verzehrt.
Die Brutzeit liegt zwischen Mai und Juni in Belize, zwischen März und Juli in Costa Rica. Das Nest wird in Nasutitermes-Termitennestern auf Bäumen angelegt in 1 bis 8 m Höhe. Das Gelege besteht aus 3 Eiern, die über 19 Tage bebrütet werden.

## Gefährdungssituation
Der Bestand gilt als „nicht gefährdet“ (least Concern).